# Bataille d'Aldenhoven (1794)
Pour les articles homonymes, voir Bataille d'Aldenhoven.
Guerre de la première coalition
Batailles
La bataille d'Aldenhoven, ou bataille de la Rour, oppose, pendant la Première Coalition, la France (Première République) et l'Autriche (Monarchie de Habsbourg), le 2 octobre 1794. Cette opposition se solde par la victoire de l'armée française commandée par Jean-Baptiste Jourdan sur l'armée habsbourgeoise dirigée par le comte de Clerfayt, qui défendait la rive de la Rour. Une position stratégique est gagnée par l'aile droite française à Düren après de violents combats. La retraite autrichienne permet à la France de prendre le contrôle de la rive gauche du Rhin. Cette bataille a lieu dans le cadre de la Guerre de la première coalition. Aldenhoven se situe aujourd'hui dans le land de Rhénanie-du-Nord-Westphalie en Allemagne, à environ 21 kilomètres au nord-est d'Aix-la-Chapelle. 

## Contexte
La campagne de Flandre de 1794 voit les armées françaises du Nord et des Ardennes, sous le commandement du général Pichegru et plus tard des éléments de l'armée de la Moselle sous le commandement du général Jean-Baptiste Jourdan, attaquer les deux flancs de l'armée coalisée leur faisant face.
Après la bataille de Fleurus du 26 juin 1794, l'armée coalisée entame ce qui deviendra une retraite générale hors des Flandres, le gouvernement autrichien ayant décidé à ce moment-là que les Pays-Bas autrichiens étaient trop difficiles à conserver. La pression française obligeant l'armée coalisée à reculer de plus en plus, elle se divise en deux grandes forces qui suivent des voies de retraite divergentes dictées par les objectifs politiques de leurs gouvernements : les Britanniques et les Néerlandais se replient vers le nord pour défendre la République néerlandaise, tandis que les Autrichiens se replient vers l'est pour défendre le Rhin.

## Retraite autrichienne vers la Rour
Après la bataille de Fleurus, l'armée alliée, alors sous le commandement du prince de Saxe-Cobourg-Saalfeld, se retire d'abord à Mont-Saint-Jean. Le 1er juillet, après que les armées françaises eurent capturé Mons sur leur flanc, elle commence une retraite vers Bruxelles.
À ce stade, bien que les contingents britannique et néerlandais de l'armée alliée restent nominalement sous le commandement de Cobourg, les forces autrichiennes et anglo-néerlandaises fonctionnent essentiellement de manière séparée et sans aucune considération l'une pour l'autre. Le 5 juillet à Waterloo, le prince Cobourg et le duc d'York, commandant du contingent britannique, conviennent de défendre une ligne allant d'Anvers à Louvain, Wavre, Gembloux et Namur, mais Cobourg annule rapidement cet accord le lendemain lorsqu'il est attaqué par Jourdan et se retire avec les Autrichiens vers Malines et Louvain, libérant Bruxelles en cours de route:358.
Attaqué à nouveau les 7 et 8 juillet et contraint d'abandonner Namur, Cobourg fait reculer les Autrichiens encore plus loin, jusqu'à une ligne centrée sur Tirlemont. Une semaine plus tard, les Français s'emparent de Malines et Louvain, ce qui incite Cobourg à entamer une retraite vers la Meuse, qu'il traverse finalement à Maastricht le 24 juillet, occupant une ligne défensive sur la rive est:363-5.
À la suite de cette retraite, Cobourg démissionne et est remplacé par le comte de Clerfayt. Les Autrichiens conservent leur position sur la Meuse tout au long du mois d'août, tandis que l'armée de Sambre-et-Meuse attend le retour de quelque 40 000 hommes qui avaient été détachés sous Barthélemy Schérer pour assiéger et reprendre les villes fortifiées de la Coalition qui avaient été abandonnées à l'arrière à la suite de la retraite de l'armée alliée.
Au retour de Schérer le 4 septembre, Jourdan, désormais assez fort, lance une attaque qui écrase le flanc gauche de Clerfayt lors de la bataille de l'Ourthe, également connue sous le nom de bataille de Sprimont. L'essentiel de sa position sur la Meuse étant désormais débordée et compromise, Clerfayt est contraint de se replier plus loin sur la Rour, la dernière ligne défensive fluviale avant le Rhin lui-même.

## Ordre de bataille français

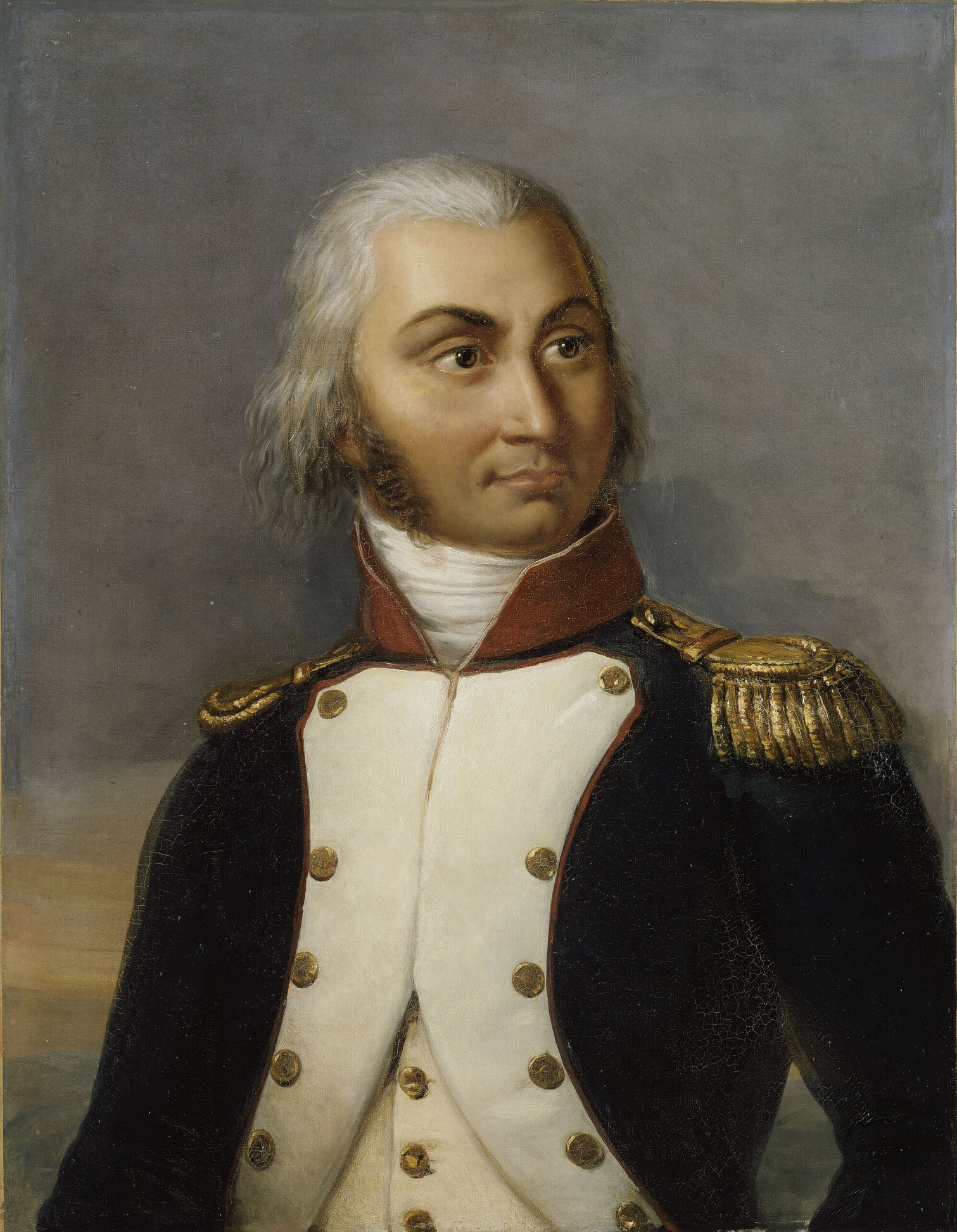
Le général Jean-Baptiste Jourdan, commandant les forces françaises.

L'armée française de Sambre-et-Meuse qui combat sur la Rour est composée d'éléments de trois armées rassemblés pour combattre à Fleurus  – l'aile droite de l'armée du Nord, l'armée des Ardennes et l'aile gauche de l'armée de la Moselle.
Formellement constituée en armée le 29 juin sous le commandement de Jourdan, l'armée après la bataille de Sprimont se composait de 120 000 hommes répartis en trois corps, l'aile gauche sous le commandement de Jean-Baptiste Kléber, l'aile droite sous celui de Barthélemy Schérer, et le centre sous le commandement personnel de Jourdan:135.
Quelques jours après Sprimont, Jourdan détache environ 15 000 hommes sous les ordres de Philibert Duhesme pour assiéger Maastricht. Les 105 000 hommes restants sont organisés en divisions comme suit ::248
Aile gauche (Kléber)
- Jean-Baptiste Bernadotte
- Louis Friant
- Joseph Léonard Richard

Centre (Jourdan)
- François Joseph Lefebvre
- Jean-Étienne Championnet
- Antoine Morlot
- Jacques Maurice Hatry
- Pierre Joseph Louis Alfred Dubois (cavalerie)

Aile droite (Schérer)
- François Séverin Marceau
- Jean Adam Mayer
- Honoré Alexandre Haquin

## Position autrichienne
L'armée de Clerfayt, forte de 76 000 hommes, est déployée derrière la rive escarpée de la Rour, son flanc gauche se trouvant à Düren et son flanc droit à Ruremonde. Les positions autour d'Aldenhoven sont retranchées, tout comme d'autres portions de la ligne, et les Autrichiens ont détruit tous les ponts et creusé tous les gués le long du fleuve. La rivière est également en crue pendant cette période, ce qui renforce la défense. Clerfayt place le gros de ses forces entre Düren et Linnich, avec une position avancée sur la rive ouest à Aldenhoven devant son centre à Juliers. L'extrême droite est en communication ténue avec l'armée du duc d'York près de Grave.

## Plan d'attaque français
Le 1er octobre 1794, Jourdan ordonne à Schérer et à l'aile droite de traverser la Rour et de s'emparer de Düren. Au centre, Jourdan ordonne à Morlot et Championnet de s'emparer d'Aldenhoven et de traverser la rivière à Juliers, tandis que Lefebvre occupe Linnich sur leur gauche et Hatry Altorp sur leur droite. Pendant ce temps, Kléber et l'aile gauche reçoivent l'ordre de se déplacer en amont d'une position située en face de Ruremonde et de traverser la Rour à Ratheim (près de Hückelhoven).

## Bataille

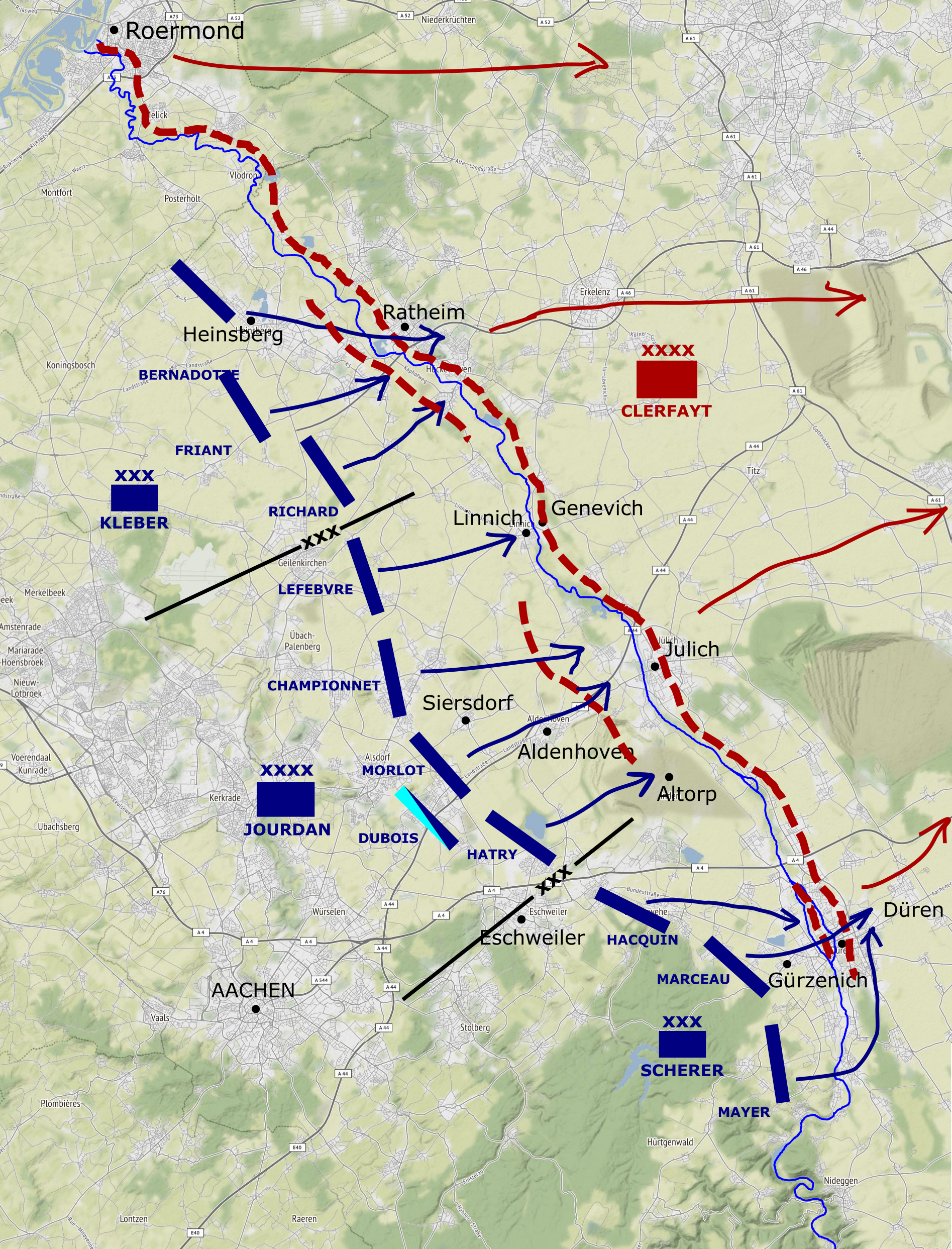
La bataille d'Aldenhoven, montrant les positions approximatives de la ligne de défense de la coalition et les principales poussées de l'assaut français. La rivière Rour est indiquée en bleu.

Le 2 octobre, le général Jourdan ordonne à l'armée de Sambre-et-Meuse de forcer la ligne de la Rour, et les 100 000 hommes de l'armée attaquent sur un front de près de 96 kilomètres, de Ruremonde à Düren. Les Français sont en route dans la matinée du 2 octobre et n'entrent en action que vers le milieu de la journée.

### Attaque de l'aile gauche française
Kléber commence son avance à 5 heures du matin. L'infanterie régulière de Bernadotte contraint les troupes légères de Franz von Werneck, qui défendent la rive gauche, à se retirer derrière des retranchements et à traverser la Rour lorsque l'artillerie de Kléber arrive, tandis que ses troupes légères atteignent la Rour au milieu d'un feu nourri d'artillerie et de mousquets:247.
Bernadotte traverse alors la Rour au sud de Ratheim avec la 71e demi-brigade et quatre compagnies de grenadiers, soutenu par l'artillerie avancée par Kléber. Cependant, malgré leur succès, les autres divisions de Kléber ne peuvent traverser que le lendemain, après la retraite autrichienne:138.
Lors de cette attaque, le futur maréchal Ney dirige un régiment de cavalerie dans une charge après avoir traversé la rivière.

### Attaque du centre français
Le centre français, sous la supervision directe de Jourdan, réussit également son attaque.
Sur la gauche, la division de Lefebvre avance en colonnes, s'empare de Linnich et repousse les Autrichiens jusqu'à Genevich sur la rive droite. Il établit ensuite un pont et franchit la Rour le lendemain matin:139. Sur la droite, Hatry capture Altorp.
Pendant ce temps, les divisions de Championnet et Morlot avancent vers Aldenhoven. Championnet rapporte qu'il a pu profiter du terrain accidenté devant sa position pour s'approcher rapidement et attaquer l'ennemi sur son front avec de l'artillerie légère et des colonnes d'infanterie. Les divisions s'emparent d'Aldenhoven et forcent les Autrichiens à se replier sur leurs fortifications préparées derrière la ville, où ils tiennent bon jusqu'à ce qu'ils soient menacés sur les flancs par les succès de Lefebvre et de Hatry. Ils se replient alors sur Juliers en traversant la Rour.

### Attaque de l'aile droite française
Schérer ordonne à ses divisions d'avancer depuis leurs camps d'Eschweiler et de Gürzenich à 4 heures du matin. Il prévoit de déborder l'aile gauche autrichienne, sous les ordres du comte de Latour, avec la division Mayer, tandis que les divisions de Marceau et Hacquin attaquent frontalement la défense autrichienne,:137-8.
La division de Marceau fait des progrès considérables vers Düren, traversant la Rour à 15 heures, mais ne peut avancer davantage sans le soutien de Mayer et de Hacquin, qui sont tous deux retardés dans leurs avancées. Le mouvement de flanc de Mayer est retardé, mais il finit par rejoindre Marceau à 18 heures. Ensemble, ils capturent et tiennent Düren et avancent sur son plateau, bien que la division de Mayer soit momentanément paniquée par une terrible canonnade provenant d'une batterie d'artillerie dissimulée. Hacquin les rejoint à 19 heures en provenance d'Eschweiler et de la forêt de Bergheim, mais il arrive trop tard dans la journée pour contribuer à l'attaque principale. Schérer ordonne alors à ses troupes de bivouaquer sur le terrain à la fin de la journée en attendant la reprise de l'attaque le lendemain matin:138-9.
À la fin de la journée, le corps de Scherer a complètement traversé la Roer et capturé Düren, débordant et compromettant toute la ligne de défense de Clerfayt.

## Conséquences
N'ayant obtenu qu'un succès partiel, Jourdan s'attendait à poursuivre l'assaut le 3 octobre, mais Clerfayt, en infériorité numérique et avec sa ligne fluviale déjà percée sur les deux flancs, se retira dans la nuit vers le Rhin, passant sur la rive droite du Rhin à Cologne le 6 octobre. Le même jour, les soldats français qui poursuivaient Clerfayt occupèrent la partie de la ville située sur la rive gauche. Avec le retrait de Clerfayt, les Français se retrouvent en possession de toute la rive gauche du Rhin. Jourdan occupe Bonn et Krefeld les 8 et 9 octobre, et Clèves le 18 octobre. Marceau s'empare de Coblence le 17 octobre à l'aide de renforts envoyés par l'armée de la Moselle, qui assiège alors le Luxembourg. Düsseldorf est prise le 23 octobre à la suite d'un bombardement massif qui chasse la garnison autrichienne:139.
Le fait d'atteindre le Rhin a également permis à Jourdan de renforcer Duhesme à Maastricht, en envoyant le corps de Kléber pour permettre des opérations de siège plus agressives. Rassemblant suffisamment d'artillerie de siège le 23 octobre, Kléber commence à bombarder Maastricht le 1er novembre. N'ayant aucune chance d'être secourue, la ville se rend le 4 novembre, sécurisant ainsi les lignes de ravitaillement de Jourdan.
La bataille d'Aldenhoven est la dernière avancée entreprise par l'armée de Sambre-et-Meuse en 1794. Le 25 novembre, le ministre de la Guerre Lazare Carnot autorise l'armée à prendre ses quartiers d'hiver sur les bords du Rhin:254.